# WTA Finals 2023
Le WTA Finals 2023 (conosciute anche come GNP Seguros WTA Finals Cancun) sono state un torneo di tennis giocato a Cancún dal 29 ottobre al 6 novembre. Il torneo si è disputato allo Stadio Paradisus. Il Master femminile, dotato di un montepremi di 9 000 000 dollari, ha visto in campo le migliori otto giocatrici di singolare della stagione e le migliori otto coppie di doppio della stagione divise in due gironi (con la formula del round robin). È stata la seconda edizione del torneo giocata in terra messicana dopo Guadalajara nel 2021, nonché quarta edizione consecutiva che si disputa in quattro città diverse (Shenzhen nel 2019, Guadalajara nel 2021 e Fort Worth nel 2022). Oltre a Cancún, altre quattro città sono state prese in considerazione per ospitare le WTA Finals ma l'offerta degli organizzatori di Cancún è stata accettata in anticipo, rispetto alle altre che erano Riyadh, Ostrava, Cluj Napoca e Washington DC. A causa della pioggia, le finali del singolare e del doppio, inizialmente previste per domenica 5 novembre, sono state posticipate a lunedì 6 novembre.
L'edizione è stata segnata da accese polemiche da parte delle stesse giocatrici in merito all'organizzazione dell'evento. La WTA infatti annunciò Cancún come sede solo il 7 settembre 2023, appena 6 settimane prima dell'inizio del torneo. A detta delle giocatrici, il poco tempo concesso per organizzare la rassegna, sarebbe stato il motivo di vari disagi verificatisi durante il torneo, in particolare delle condizioni dei campi da gioco. A riscuotere molte critiche negative fu anche la scelta di disputare il torneo in un luogo, come Cancún, che tipicamente presenta condizioni meteorologiche avverse in quel periodo dell'anno. Di fatto quasi tutte le partite del torneo furono caratterizzate da interruzioni dovute a pioggia o forti raffiche di vento.

## Qualificate

### Singolare
| #   | Giocatrice          | Punti | Data qualificazione |
| --- | ------------------- | ----- | ------------------- |
| 1   | Aryna Sabalenka     | 8 425 | 22 settembre        |
| 2   | Iga Świątek         | 7 795 | 22 settembre        |
| 3   | Coco Gauff          | 5 955 | 22 settembre        |
| 4   | Elena Rybakina      | 5 865 | 22 settembre        |
| 5   | Jessica Pegula      | 4 895 | 2 ottobre           |
| 6   | Ons Jabeur          | 3 695 | 6 ottobre           |
| 7   | Markéta Vondroušová | 3 671 | 6 ottobre           |
| inj | Karolína Muchová    | 3 650 | 6 ottobre           |
| 8   | Maria Sakkarī       | 3 245 | 24 ottobre          |

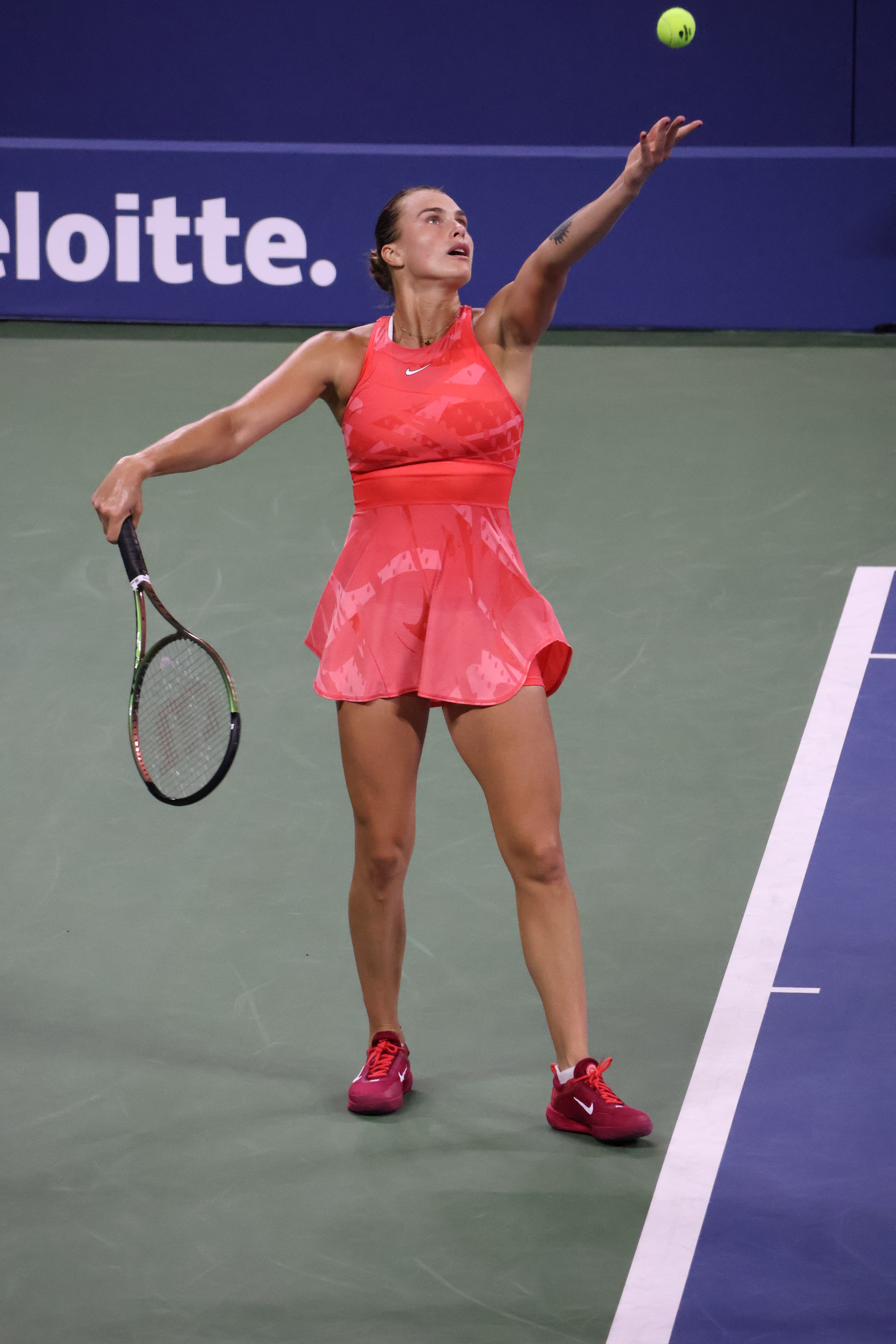
Aryna Sabalenka è diventata numero uno del mondo e ha vinto il suo primo torneo dello Slam

Aryna Sabalenka ha iniziato la stagione con 13 vittorie consecutive che le sono valsi i trofei di Adelaide e dell’Australian Open, primo Slam della sua carriera. La prima sconfitta arriva per mano di Barbora Krejcikova nei quarti di finale di Dubai, seguita da quelle in finale a Indian Wells contro Elena Rybakina e ai quarti di Miami contro Sorana Cirstea. Inaugura la stagione su terra con due finali, entrambe contro Iga Swiatek, la prima persa a Stoccarda e la seconda vinta a Madrid. A Roma esce all’esordio, mentre raggiunge la sua prima semifinale al Roland Garros, dove non sfrutta un match point e viene eliminata da Karolina Muchova. A Wimbledon raggiunge un’altra semifinale, in cui si arrende a Ons Jabeur, mentre a Montreal e Cincinnati esce per mano prima di Samsonova e poi di Muchova. Raggiunge la sua prima finale agli US Open dopo aver compiuto una clamorosa rimonta in semifinale ai danni di Madison Keys. Nell’atto conclusivo vince il primo set contro Coco Gauff, ma alla fine la spunta l’americana in tre set. Chiude la stagione regolare a Pechino con una sconfitta ai quarti contro Rybakina. 

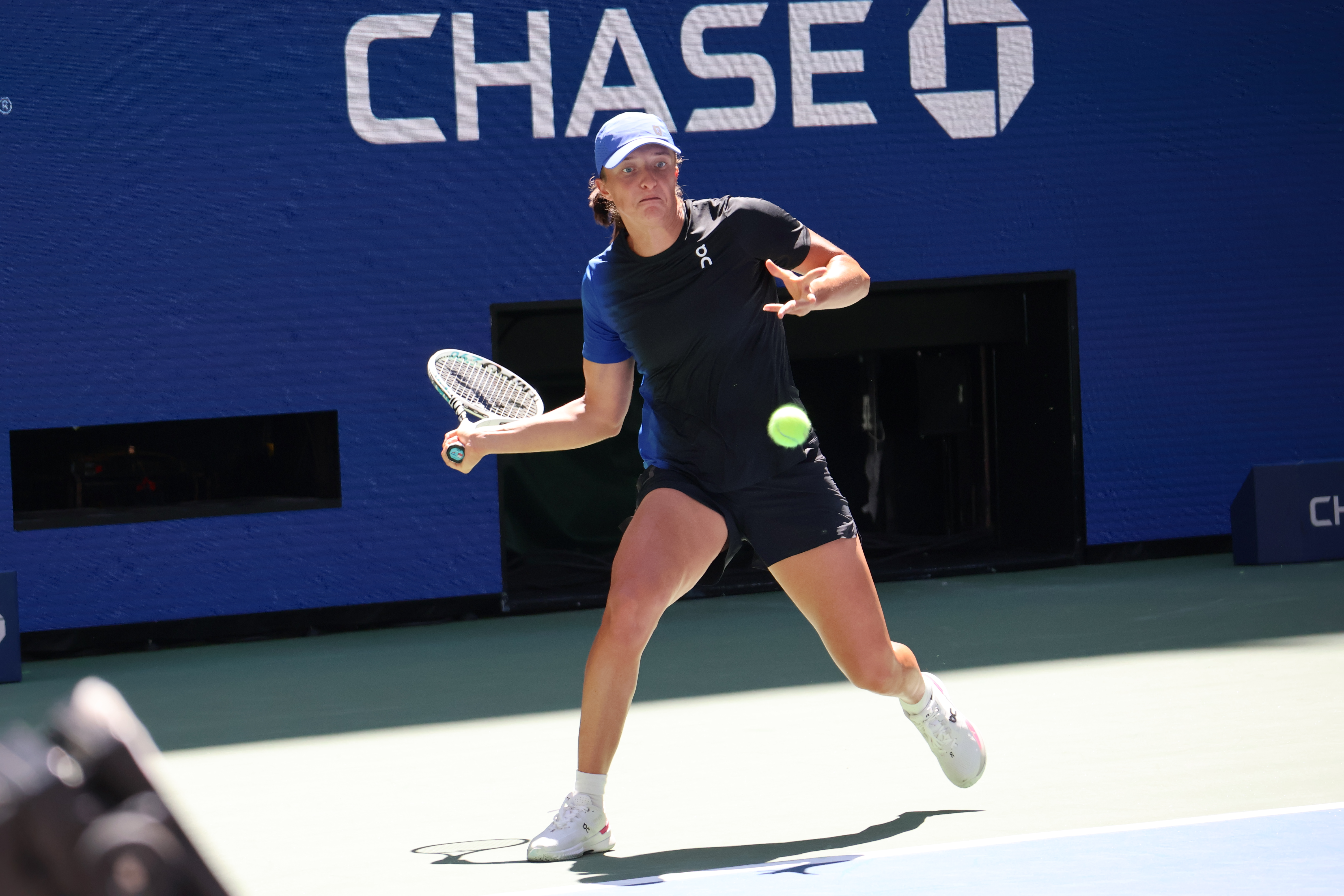
Iga Swiatek ha vinto sei titoli durante la stagione, tra cui il Roland Garros

Iga Swiatek ha detenuto la prima posizione del ranking WTA per gran parte della stagione 2023, iniziata con la semifinale alla United Cup e gli ottavi all’Australian Open. A febbraio ha trionfato nel WTA 500 di Doha ed ha raggiunto la finale del WTA 1000 di Dubai. A Indian Wells è stata eliminata in semifinale da Elena Rybakina. È tornata in campo per la stagione su terra, conclusa con i trofei di Stoccarda e del Roland Garros, e due sconfitte a Madrid e Roma, rispettivamente per mano di Aryna Sabalenka e Elena Rybakina. A Wimbledon è stata sorprendentemente eliminata ai quarti di finale dalla wild card Elina Svitolina. Successivamente ha vinto il WTA 250 di Varsavia, raggiunto le semifinali dei WTA 1000 di Montreal e Cincinnati e gli ottavi degli US Open. Dopo un'uscita prematura a Tokyo, si ripresenta in gran forma a Pechino dove vince l’ultimo 1000 della stagione lasciando in finale appena 2 game a Liudmila Samsonova. 

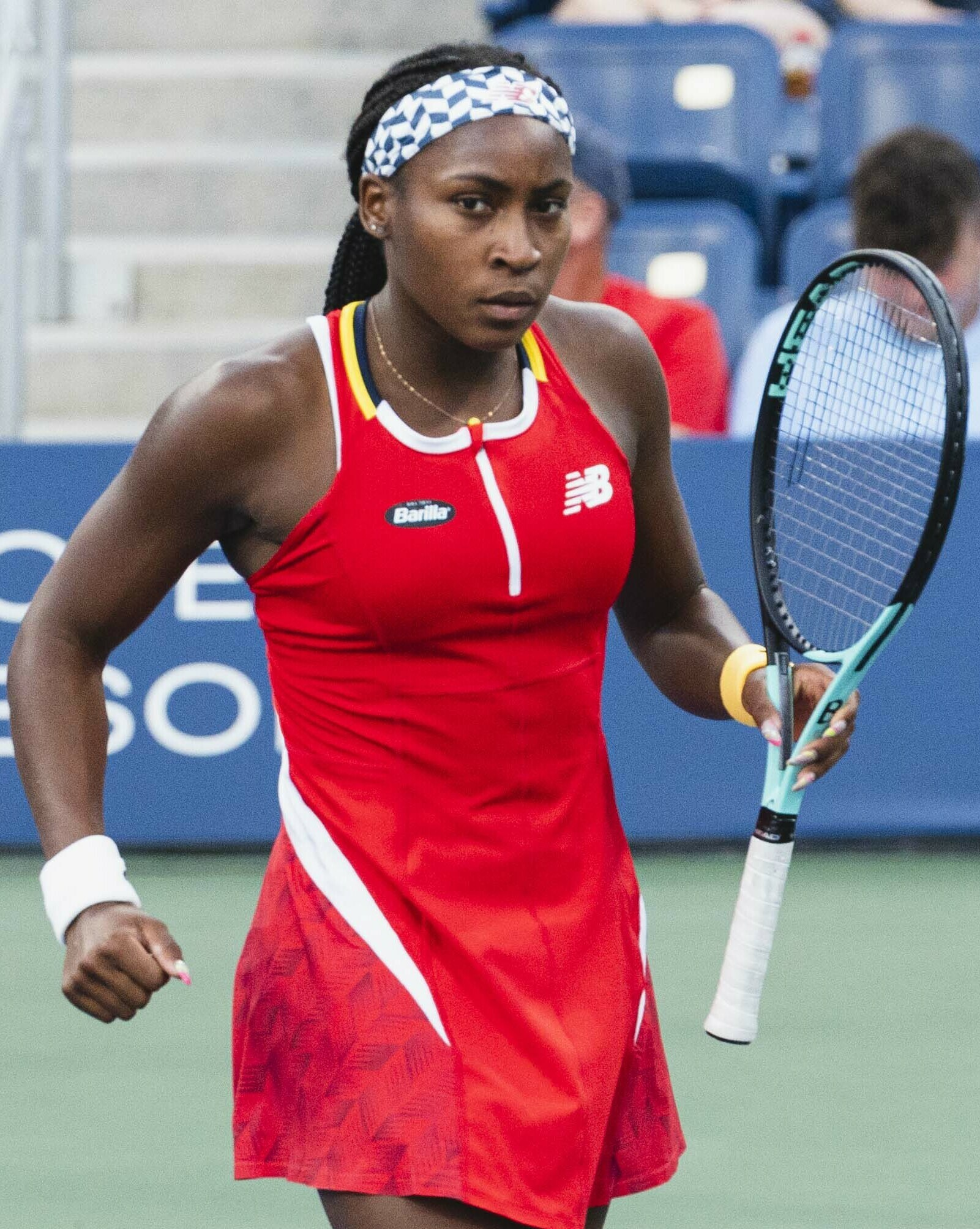
Coco Gauff ha vinto il primo Slam della sua carriera agli US Open 2023

Coco Gauff ha iniziato il 2023 vincendo il WTA 250 di Auckland. Successivamente raggiunge gli ottavi a Melbourne, i quarti a Doha, la semifinale a Dubai, i quarti ad Indian Wells e il terzo turno a Miami. La stagione su terra non va nel migliore dei modi con sconfitte premature a Stoccarda, Madrid e Roma, ma riesce comunque ad ottenere un risultato positivo nell’appuntamento più importante, il Roland Garros, in cui raggiunge i quarti. A Wimbledon viene eliminata all’esordio da Sofia Kenin. Forte di un rinnovato staff tecnico, disputa un’eccezionale US Open Series, condita dai successi nel WTA 500 di Washington, nel WTA 1000 di Cincinnati e agli US Open. In questo periodo batte entrambe le prime due giocatrici del mondo, Iga Swiatek e Aryna Sabalenka, e perde solamente il quarto di finale di Montreal contro Jessica Pegula. Torna in campo a Pechino dove raggiunge la semifinale.

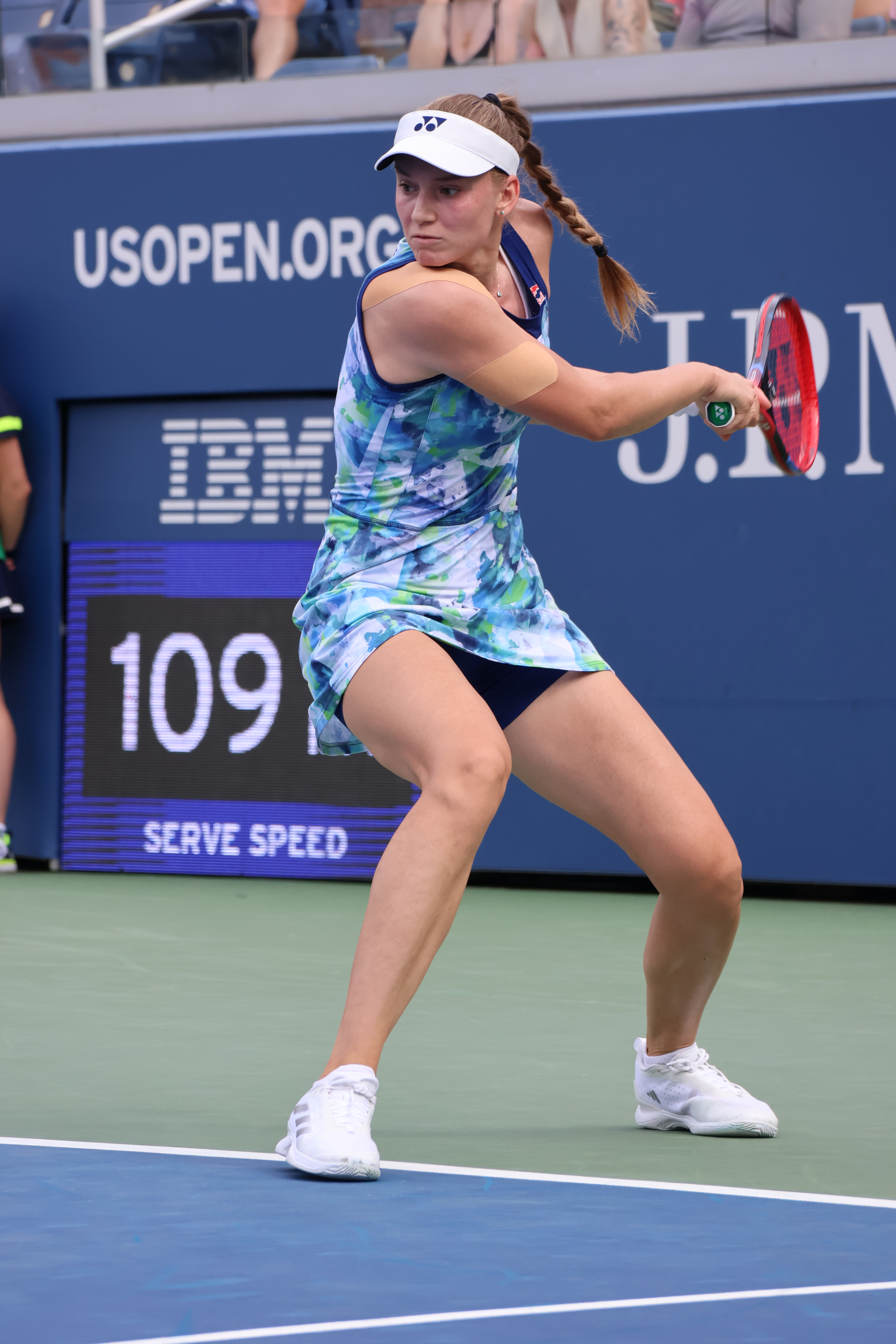
Elena Rybakina ha vinto due WTA 1000 e raggiunto la finale dell'Australian Open

Elena Rybakina inizia il 2023 con due precoci sconfitte ai due 500 di preprazione di Adelaide. Si riscatta agli Australian Open dove dopo aver eliminato la finalista uscente Danielle Collins e la numero 1 del mondo Iga Swiatek raggiunge l’atto conclusivo, dove si arrende in tre set ad Aryna Sabalenka. Disputa un ottimo Sunshine Double. A Indian Wells si prende la rivincita su Sabalenka e porta a casa il primo trofeo 1000 della sua carriera, mentre a Miami si ferma in finale. Delude a Stoccarda e Madrid, per poi vincere a sorpresa il 1000 su terra di Roma. Al Roland Garros dà forfait prima del suo match di terzo turno. A Wimbledon non difende il titolo conquistato l’anno precedente, facendosi rimontare nei quarti di finale da Ons Jabeur, da lei sconfitta un anno prima proprio nella finale dello Slam londinese. Chiude l’anno con la semifinale nel 1000 di Montreal, i sedicesimi di finale di Cincinnati e dello US Open e un’altra semifinale a Pechino. 

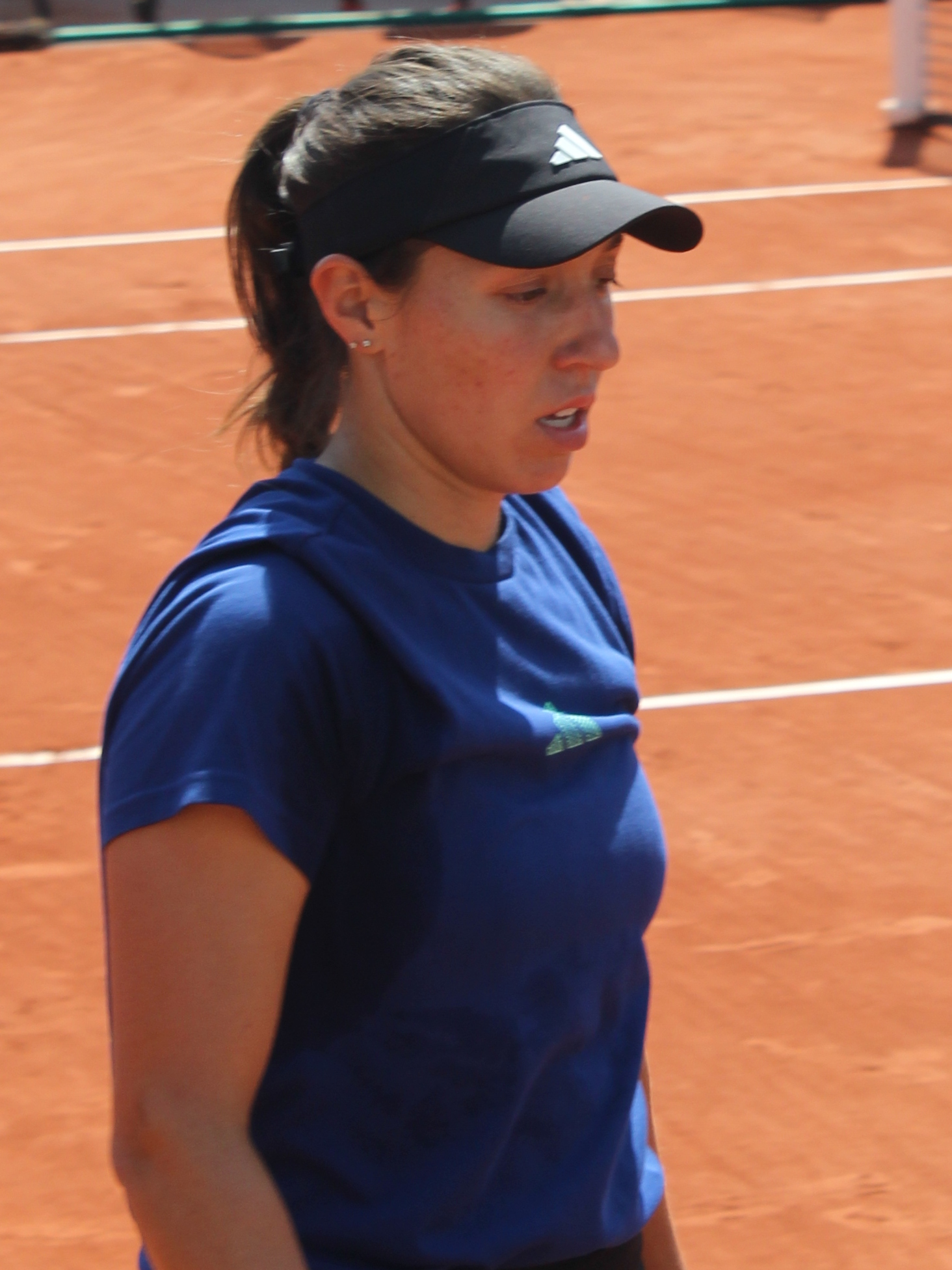
Jessica Pegula ha vinto 3 tornei nel 2023, tra cui il WTA 1000 di Montreal

Jessica Pegula ha disputato nel 2023 la miglior stagione della sua carriera. Iniziata alla grande con la vittoria in United Cup, i quarti dell’Australian Open e la finale di Doha persa contro Iga Swiatek. Mantiene questa costanza di risultati per tutta la prima parte di stagione, con le uniche uscite premature avvenute al secondo turno di Roma e al terzo turno del Roland Garros. Raggiunge poi due quarti di finale su erba, ad Eastbourne e a Wimbledon. Dopo essersi fermata in semifinale nel WTA 500 di Washington, conquista il secondo WTA 1000 della sua carriera a Montreal, eliminando nel suo cammino Coco Gauff e Iga Swiatek. Delude a Cincinnati e agli US Open, dove si ferma agli ottavi dopo due sonore sconfitte per mano di Marie Bouzkova e Madison Keys, rispettivamente. Chiude l’annata in Asia, con la finale nel WTA 500 di Tokyo, il terzo turno di Pechino e il titolo 250 conquistato a Seoul. 

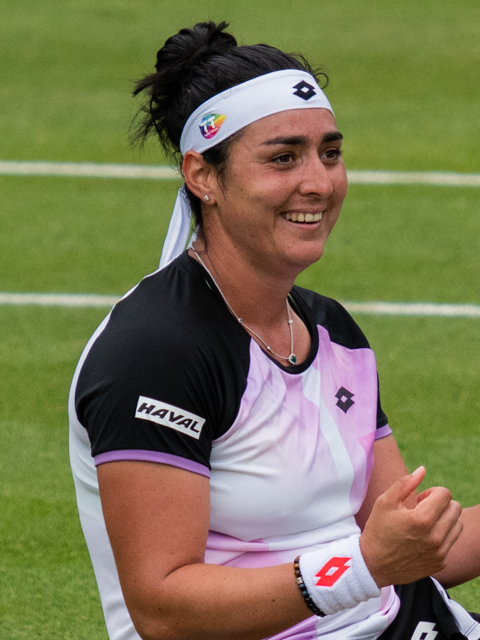
Ons Jabeur ha vinto 2 titoli e raggiunto la finale di Wimbledon

Ons Jabeur ha iniziato l’annata convivendo con alcuni problemi fisici ai tendini. Questo condiziona i suoi risultati che si rivelano non esaltanti. Chiude il primo trimestre 2023 con un bilancio di 4 vittorie e 4 sconfitte. Ritrova un’ottima condizione con l’inizio della stagione su terra. A Charleston conquista il titolo vendicandosi in finale di Belinda Bencic, che un anno prima l’aveva sconfitta nella finale dello stesso torneo. A Stoccarda raggiunge le semifinali, ma è costretta al ritiro dopo soli 3 game contro Iga Swiatek. A Roma viene sconfitta all’esordio, ma si rifà al Roland Garros dove raggiunge per la prima volta i quarti i finale. La stagione su erba non inizia nel migliore dei modi. Esce precocemente sia a Berlino sia a Eastbourne, rispettivamente contro la numero 120 WTA e la numero 67. A Wimbledon però disputa uno dei tornei più incredibili della sua carriera. Sconfigge 3 top 10 consecutivamente, oltre all’ex campionessa Slam Andreescu e per tre volte recupera un set di svantaggio. Raggiunge così la finale dove però delude le aspettative arrendendosi in due set a Marketa Vondrousova. Il resto dell’annata non è segnato da altri picchi. I migliori risultati saranno i quarti a Cincinnati, gli ottavi a New York e il titolo 250 conquistato a Ningbo. 

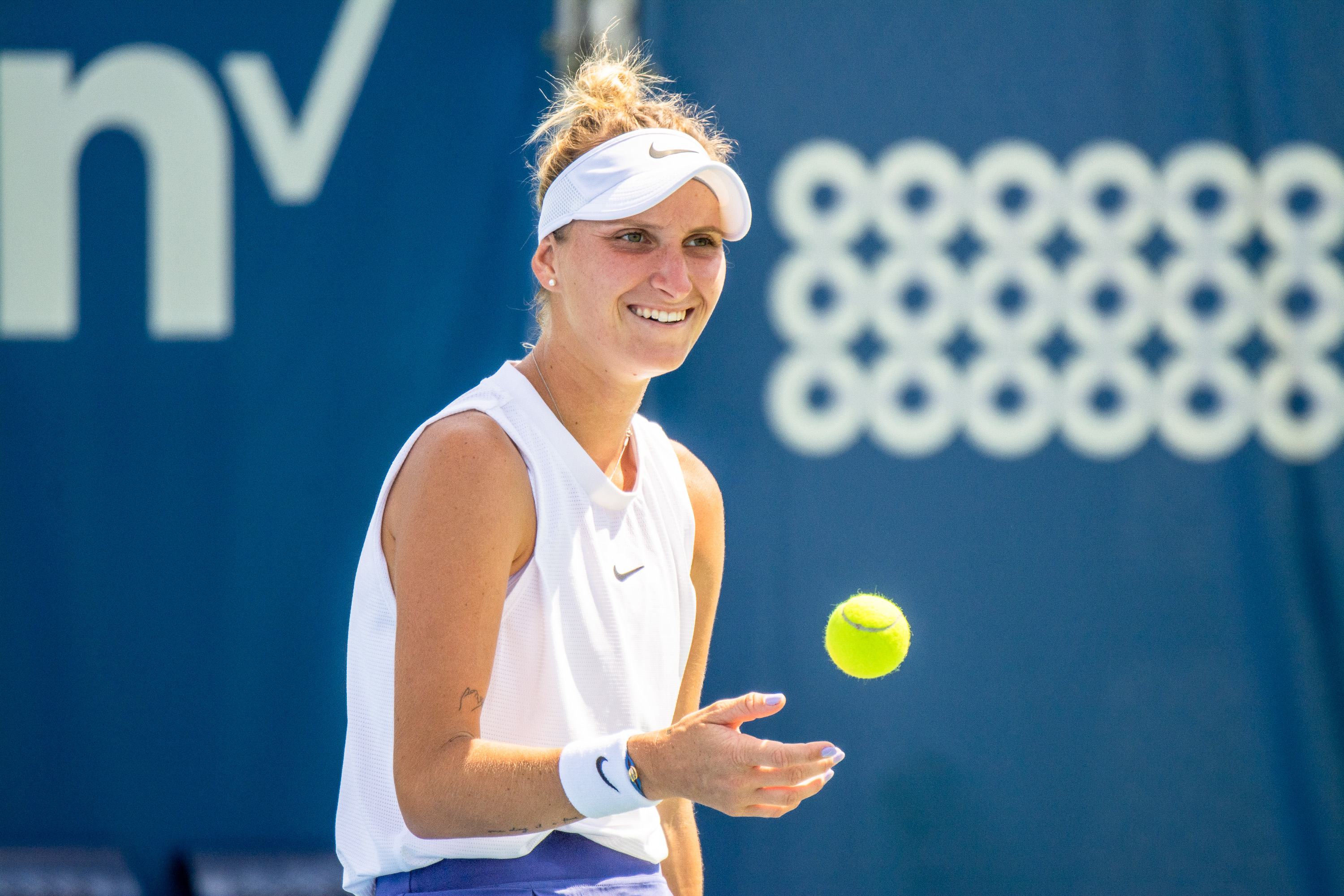
Marketa Vondrousova è stata la campionessa di Wimbledon 2023

Marketa Vondrousova nel 2023 è tornata alle competizioni dopo un lungo stop per infortunio l’anno precedente. Durante la prima parte di stagione si esprime su buoni livelli, ma non riesce ad ottenere risultati migliori degli ottavi raggiunti nei 1000 di Indian Wells, Miami e Roma o della semifinale nel WTA 250 di Linz. Il climax della sua annata arriva a Wimbledon in cui, da non testa di serie, si impone su Stearns, Kudermetova, Vekic, Bouzkova, Pegula, Svitolina e Jabeur portandosi a casa il suo primo titolo dello Slam alla seconda finale disputata. Entra per la prima volta in top 10 e continua a esprimersi su buoni livelli, conquistando gli ottavi a Montreal e i quarti a Cincinnati e New York. Conclude la regular season su una nota amara con una sconfitta all’esordio al China Open. 

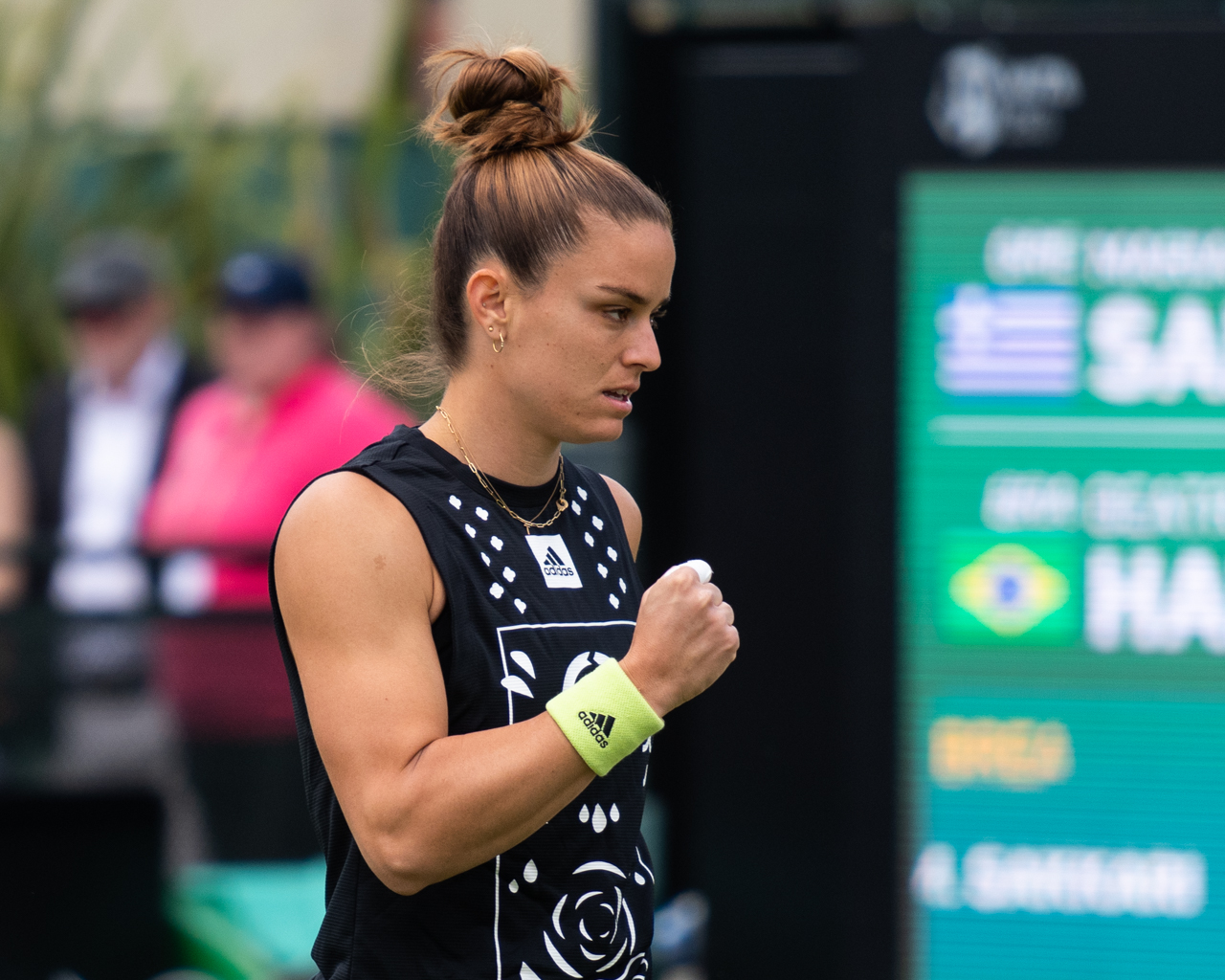
Maria Sakkari ha vinto il WTA 1000 di Guadalajara e disputato 8 semifinali nel 2023

La greca Maria Sakkari nella prima parte di stagione conferma il livello da solida top 10 mostrato negli anni precedenti. Raggiunge la semifinale in United Cup, a Linz, Doha, Indian Wells e Madrid, tuttavia esce sconfitta in ognuna delle 5 occasioni. La sua annata prosegue con molte sconfitte nei primi turni, parzialmente riscattate con la finale raggiunta nel WTA 500 di Washington. Particolarmente deficitario è il suo rendimento negli Slam: terzo turno in Australia, primo turno a Parigi, Londra e New York. Sorprendentemente però, rimette in piedi la sua annata con un ottimo finale di stagione. A Guadalajara vince il primo WTA 1000 della sua carriera, nonché primo trofeo da lei alzato in 4 anni e mezzo. Dà seguito a questo risultato con la semifinale a Tokyo e i quarti a Pechino. Questi piazzamenti le permettono di strappare in extremis la qualificazione alle WTA Finals per il terzo anno di fila, aiutata anche dal forfait di Karolina Muchova.

### Doppio
| # | Giocatrici                            | Punti | Data qualificazione |
| - | ------------------------------------- | ----- | ------------------- |
| 1 | Coco Gauff Jessica Pegula             | 5 565 | 22 settembre        |
| 2 | Storm Hunter Elise Mertens            | 5 130 | 2 ottobre           |
| 3 | Shūko Aoyama Ena Shibahara            | 3 790 | 9 ottobre           |
| 4 | Barbora Krejčíková Kateřina Siniaková | 3 770 | 4 ottobre           |
| 5 | Desirae Krawczyk Demi Schuurs         | 3 745 | 9 ottobre           |
| 6 | Laura Siegemund Vera Zvonarëva        | 3 405 | 22 ottobre          |
| 7 | Gabriela Dabrowski Erin Routliffe     | 3 235 | 16 ottobre          |
| 8 | Nicole Melichar-Martinez Ellen Perez  | 3 180 | 16 ottobre          |

## Gruppi

### Singolare
Gruppo Bacalar
| TDS | Giocatrice      |
| --- | --------------- |
| 1   | Aryna Sabalenka |
| 4   | Elena Rybakina  |
| 5   | Jessica Pegula  |
| 8   | Maria Sakkarī   |

Gruppo Chetumal
| TDS | Giocatrice          |
| --- | ------------------- |
| 2   | Iga Świątek         |
| 3   | Coco Gauff          |
| 6   | Ons Jabeur          |
| 7   | Markéta Vondroušová |

### Doppio
Gruppo Mahahual
| TDS | Giocatrici                            |
| --- | ------------------------------------- |
| 1   | Coco Gauff Jessica Pegula             |
| 4   | Barbora Krejčíková Kateřina Siniaková |
| 6   | Laura Siegemund Vera Zvonarëva        |
| 7   | Gabriela Dabrowski Erin Routliffe     |

Gruppo Maya Ka'an
| TDS | Giocatrici                           |
| --- | ------------------------------------ |
| 2   | Storm Hunter Elise Mertens           |
| 3   | Shūko Aoyama Ena Shibahara           |
| 5   | Desirae Krawczyk Demi Schuurs        |
| 8   | Nicole Melichar-Martinez Ellen Perez |

## Testa a testa

### Singolare
Le statistiche si riferiscono agli incontri precedenti a questo torneo
|   |                     | Sabalenka | Świątek | Gauff | Rybakina | Pegula | Jabeur | Vondroušová | Sakkarī | Totale |
| 1 | Aryna Sabalenka     |           | 3–5     | 2–4   | 4–2      | 4–1    | 4–1    | 4–2         | 6–3     | 27–19  |
| 2 | Iga Świątek         | 5–3       |         | 8–1   | 1–3      | 5–3    | 4–2    | 2–0         | 2–3     | 27–15  |
| 3 | Coco Gauff          | 4–1       | 1–8     |       | 1–0      | 1–2    | 3–2    | 2–0         | 3–4     | 15–18  |
| 4 | Elena Rybakina      | 2–4       | 3–1     | 0–1   |          | 1–2    | 2–3    | 1–1         | 1–1     | 10–13  |
| 5 | Jessica Pegula      | 1–4       | 3–5     | 2–1   | 2–1      |        | 2–4    | 0–1         | 4–5     | 14–21  |
| 6 | Ons Jabeur          | 2–4       | 2–4     | 2–3   | 3–2      | 4–2    |        | 3–4         | 2–2     | 18–21  |
| 7 | Markéta Vondroušová | 2–4       | 0–2     | 0–2   | 1–1      | 1–0    | 4–3    |             | 1–1     | 9–13   |
| 8 | Maria Sakkarī       | 3–6       | 3–2     | 4–3   | 1–1      | 5–4    | 2–2    | 1–1         |         | 19–19  |

## Montepremi e punti
Il montepremi totale per le WTA Finals 2023 è di $9,000,000.
| Risultato                | Prize money                                             | Prize money                                           | Punti    |
| Risultato                | Singolare                                               | Doppio2                                               | Punti    |
| ------------------------ | ------------------------------------------------------- | ----------------------------------------------------- | -------- |
| Campionessa              | RR1 + $1,240,000                                        | RR1 + $250,000                                        | RR + 750 |
| Finalista                | RR + $420,000                                           | RR + $80,000                                          | RR + 330 |
| Semifinalista            | RR + $30,000                                            | RR + $0                                               | RR       |
| Vittoria al Round Robin  | +$110,000                                               | +$20,000                                              | 250      |
| Sconfitta al Round Robin | N.D.                                                    | N.D.                                                  | 125      |
| Partecipazione           | 3 match = $110,000 2 match = $90,000 1 match = $70,000  | 3 match = $50,000 2 match = $40,000 1 match = $30,000 | N.D.     |
| Alternates               | 2 match = $80,000 1 match = $60,000 0 matches = $40,000 | 2 match = $ 1 match = $ 0 matches = $                 | N.D.     |

* 1 RR indica il prize money o punti vinti nel girone.
* 2 Prize money per i doppi è per team.
* Una campionessa imbattuta guadagnerebbe 1,500 punti, e $1,680,000 nel singolare o $360,000 nel doppio.

## Calendario

### Giorno 1 (29 ottobre)
| Incontri              | Incontri          | Incontri                          | Incontri                      | Incontri    |
| Evento                | Gruppo            | Vincitrice                        | Perdente                      | Punteggio   |
| --------------------- | ----------------- | --------------------------------- | ----------------------------- | ----------- |
| Doppio round robin    | Gruppo Maya Ka'an | Shūko Aoyama Ena Shibahara        | Desirae Krawczyk Demi Schuurs | 7–5, 6–2    |
| Singolare round robin | Gruppo Bacalar    | Jessica Pegula                    | Elena Rybakina                | 7–5, 6–2    |
| Singolare round robin | Gruppo Bacalar    | Aryna Sabalenka                   | Maria Sakkarī                 | 6–0, 6–1    |
| Doppio round robin    | Gruppo Mahahual   | Gabriela Dabrowski Erin Routliffe | Coco Gauff Jessica Pegula     | 7–6(2), 6–3 |

### Giorno 2 (30 ottobre)
| Incontri              | Incontri          | Incontri                   | Incontri                   | Incontri    | Incontri |
| Evento                | Gruppo            | Vincitrice                 | Perdente                   | Punteggio   |          |
| --------------------- | ----------------- | -------------------------- | -------------------------- | ----------- | -------- |
| Doppio round robin    | Gruppo Maya Ka'an | Storm Hunter Elise Mertens | Shūko Aoyama Ena Shibahara | 6–4, 6–2    |          |
| Singolare round robin | Gruppo Chetumal   | Iga Świątek                | Markéta Vondroušová        | 7–6(3), 6–0 |          |
| Singolare round robin | Gruppo Chetumal   | Coco Gauff                 | Ons Jabeur                 | 6–0, 6–1    |          |

### Giorno 3 (31 ottobre)
| Incontri              | Incontri        | Incontri                       | Incontri                              | Incontri            |
| Evento                | Gruppo          | Vincitrice                     | Perdente                              | Punteggio           |
| --------------------- | --------------- | ------------------------------ | ------------------------------------- | ------------------- |
| Doppio round robin    | Gruppo Mahahual | Laura Siegemund Vera Zvonarëva | Barbora Krejčíková Kateřina Siniaková | 6–3, 6(6)–7, [10–5] |
| Singolare round robin | Gruppo Bacalar  | Jessica Pegula                 | Aryna Sabalenka                       | 6–4, 6–3            |
| Singolare round robin | Gruppo Bacalar  | Elena Rybakina                 | Maria Sakkarī                         | 6–0, 6(4)–7, 7–6(2) |

### Giorno 4 (1 novembre)
| Incontri              | Incontri          | Incontri                              | Incontri                             | Incontri         |
| Evento                | Gruppo            | Vincitrice                            | Perdente                             | Punteggio        |
| --------------------- | ----------------- | ------------------------------------- | ------------------------------------ | ---------------- |
| Doppio round robin    | Gruppo Mahahual   | Gabriela Dabrowski Erin Routliffe     | Laura Siegemund Vera Zvonarëva       | 6–4, 6–2         |
| Doppio round robin    | Gruppo Maya Ka'an | Storm Hunter Elise Mertens            | Nicole Melichar-Martinez Ellen Perez | 7–5, 6–4         |
| Singolare round robin | Gruppo Chetumal   | Iga Świątek                           | Coco Gauff                           | 6–0, 7–5         |
| Singolare round robin | Gruppo Chetumal   | Ons Jabeur                            | Markéta Vondroušová                  | 6–4, 6–3         |
| Doppio round robin    | Gruppo Mahahual   | Barbora Krejčíková Kateřina Siniaková | Coco Gauff Jessica Pegula            | 3–6, 7–5, [10–6] |

### Giorno 5 (2 novembre)
| Incontri              | Incontri          | Incontri                             | Incontri                      | Incontri         |
| Evento                | Gruppo            | Vincitrice                           | Perdente                      | Punteggio        |
| --------------------- | ----------------- | ------------------------------------ | ----------------------------- | ---------------- |
| Doppio round robin    | Gruppo Maya Ka'an | Nicole Melichar-Martinez Ellen Perez | Shūko Aoyama Ena Shibahara    | 4–6, 6–2, [10–6] |
| Doppio round robin    | Gruppo Maya Ka'an | Storm Hunter Elise Mertens           | Desirae Krawczyk Demi Schuurs | 6–2, 6–3         |
| Singolare round robin | Gruppo Bacalar    | Jessica Pegula                       | Maria Sakkarī                 | 6–3, 6–2         |

### Giorno 6 (3 novembre)
| Incontri              | Incontri          | Incontri                             | Incontri                              | Incontri         |
| Evento                | Gruppo            | Vincitrice                           | Perdente                              | Punteggio        |
| --------------------- | ----------------- | ------------------------------------ | ------------------------------------- | ---------------- |
| Doppio round robin    | Gruppo Mahahual   | Gabriela Dabrowski Erin Routliffe    | Barbora Krejčíková Kateřina Siniaková | 6–4, 7–5         |
| Doppio round robin    | Gruppo Maya Ka'an | Nicole Melichar-Martinez Ellen Perez | Desirae Krawczyk Demi Schuurs         | 6–2, 7–5         |
| Singolare round robin | Gruppo Bacalar    | Aryna Sabalenka                      | Elena Rybakina                        | 6–2, 3–6, 6–3    |
| Singolare round robin | Gruppo Chetumal   | Coco Gauff                           | Markéta Vondroušová                   | 5–7, 7–6(4), 6–3 |
| Singolare round robin | Gruppo Chetumal   | Iga Świątek                          | Ons Jabeur                            | 6–1, 6–2         |

### Giorno 7 (4 novembre)
| Incontri             | Incontri   | Incontri       | Incontri   | Incontri  |
| Evento               | Gruppo     | Vincitrice     | Perdente   | Punteggio |
| -------------------- | ---------- | -------------- | ---------- | --------- |
| Singolare semifinale | Semifinale | Jessica Pegula | Coco Gauff | 6–2, 6–1  |

### Giorno 8 (5 novembre)
| Incontri             | Incontri        | Incontri                             | Incontri                          | Incontri            | Incontri |
| Evento               | Gruppo          | Vincitrice                           | Perdente                          | Punteggio           |          |
| -------------------- | --------------- | ------------------------------------ | --------------------------------- | ------------------- | -------- |
| Doppio round robin   | Gruppo Mahahual | Laura Siegemund Vera Zvonarëva       | Coco Gauff Jessica Pegula         | 3–6, 6–4, [10–8]    |          |
| Doppio semifinale    | Semifinale      | Nicole Melichar-Martinez Ellen Perez | Gabriela Dabrowski Erin Routliffe | 6–1, 6(1)–7, [10–6] |          |
| Doppio semifinale    | Semifinale      | Laura Siegemund Vera Zvonarëva       | Storm Hunter Elise Mertens        | 3–6, 6–3, [10–5]    |          |
| Singolare semifinale | Semifinale      | Iga Świątek                          | Aryna Sabalenka                   | 6–3, 6–2            |          |

### Giorno 9 (6 novembre)
| Incontri         | Incontri | Incontri                       | Incontri                             | Incontri  |
| Evento           | Gruppo   | Vincitrice                     | Perdente                             | Punteggio |
| ---------------- | -------- | ------------------------------ | ------------------------------------ | --------- |
| Doppio finale    | Finale   | Laura Siegemund Vera Zvonarëva | Nicole Melichar-Martinez Ellen Perez | 6–4, 6–4  |
| Singolare finale | Finale   | Iga Świątek                    | Jessica Pegula                       | 6–1, 6–0  |

## Campionesse

### Singolare
Iga Świątek ha sconfitto in finale  Jessica Pegula con il punteggio di 6–1, 6–0.
- É il diciassettesimo titolo in carriera per Świątek, il sesto della stagione e il primo master.

### Doppio
Laura Siegemund /  Vera Zvonarëva hanno sconfitto in finale  Nicole Melichar-Martinez /  Ellen Perez con il punteggio di 6–4, 6–4.